# Koiton näyttämö
Koiton näyttämö var en arbetarteater i Helsingfors, utgick från nykterhetsföreningen Koittos amatörteatersällskap (grundat 1906) och spelade i föreningens hus vid Georgsgatan 31. Verksamheten var lam tills teatern 1918 blev självständig och några år senare började få statsunderstöd. Många framstående artister fick där sin första utbildning, bland andra Ella Eronen och Tauno Palo debuterade där. 1933 sammanslogs Koiton näyttämö med Kansan näyttämö och antog namnet Helsingin kansanteatteri. Föreningen fortsatte dock att spela på sin egen scen till 1948, då verksamheten nedlades.